# 王晃 (唐朝)
王晃（?—?），唐代太原（今太原）人。
曾仕溫州（今浙江溫州）刺史，天寶中歷官左拾遺、左補闕，天寶末官禮部員外郎、司駕員外郎，安史之亂後，任比部郎中。有子王涯。